# Lucas da Silva Rocha
Lucas da Silva Rocha, oder einfach Lucas Rocha (* 19. Juni 1995 in Ilha das Flores), ist ein brasilianischer Fußballspieler.

## Karriere
Lucas Rocha erlernte das Fußballspielen in der Jugendmannschaft von AD Confiança in Aracaju im Bundesstaat Sergipe. Seinen ersten Vertrag unterschrieb er 2016 in Bragança Paulista bei CA Bragantino. Die Mannschaft spielte in der zweiten Liga des Landes, der Campeonato Brasileiro de Futebol – Série B. 2017 wechselte er zu Boavista SC nach Saquarema, einem Verein, der in der vierten Liga, der Campeonato Brasileiro de Futebol – Série D, spielte. Nach fünf Monaten wurde er an CR Vasco da Gama ausgeliehen. Bei dem Verein aus Rio de Janeiro, der in der Campeonato Brasileiro de Futebol spielte, kam er nur zweimal zum Einsatz. Von 2018 bis 2019 erfolgte eine Ausleihe zum Zweitligisten Atlético Goianiense. Mit dem Verein gewann er 2019 die Staatsmeisterschaft von Goiás, die Campeonato Goiano. 2020 wechselte er nach Asien. Hier unterschrieb er einen Vertrag in Thailand bei Muangthong United. Der Verein aus Pak Kret, einem nördlichen Vorort der Hauptstadt Bangkok, spielte in der Ersten Liga, der Thai League. Nach 73 Erstligaspielen wurde sein Vertrag im Sommer 2023 nicht verlängert. Im Juli 2023 kehrte er in seine Heimat zurück. Hier schloss er sich seinem ehemaligen Verein Atlético Goianiense an.

## Erfolge
Atlético Goianiense
- Campeonato Goiano: 2019